# Sungai Bungur
Sungai Bungur is een bestuurslaag in het regentschap Muaro Jambi van de provincie Jambi, Indonesië. Sungai Bungur telt 1434 inwoners (volkstelling 2010).